# Simplocaria elongata
Simplocaria elongata är en skalbaggsart som beskrevs av J. Sahlberg 1903. Simplocaria elongata ingår i släktet Simplocaria och familjen kulbaggar. Arten har ej påträffats i Sverige. Inga underarter finns listade i Catalogue of Life.